# أويرس
أويرس هي مدينة من مدن البرتغال تقع في الجزء الغربي من العاصمة لشبونة. يبلغ عدد سكانها 172,120 نسمة وذلك حسب إحصائيات سنة 2011. وتُعتبر مركزاً اقتصادياً هاماً.

## توأمة
لأويرس اتفاقيات توأمة مع كل من:
- فيلا ريال
- بومبال
- سانت إتيان (1996 - )
- سان خوسيه
- منديلو
- ساو فيسنتي
- برينسيبي
- بنغيلا
- إنهامبان
- كوينيهامل
- سال [الإنجليزية]‏
- برايا

## أعلام
- فيرا لوبيز
- أنطونيو جيسوس كوريا
- مارسيلو لوبيز
- تياغو غوميز
- نونو فيليبي مارتينز رودريغوس
- دانيال دا سيلفا
- جورج كولاصو